# Melchitská eparchie Nejsvětějšího Spasitele v Montréalu
Melchitská eparchie Nejsvětějšího Spasitele v Montréalu je eparchie Melchitské řeckokatolické církve, která má jurisdikci nad všemi melchitskými věřícími v Kanadě. Její sídlo je ve městě Montréal, kde se nachází katedrála Nejsv. Spasitele.

## Historie
V roce 1968 ustanovil papež Pavel VI. Apoštolský exarchát Kanady, který byl v roce 1984 povýšen an eparchii se současným názvem.